# 南开大学人工智能学院
南开大学人工智能学院，成立于2018年5月11日，由南开大学自动化系及1998年成立的南开大学机器人与信息自动化研究所等组建。2018年5月16日，在第二届世界智能大会上南开大学人工智能学院正式揭牌。学院下设自动化与智能科学系及机器人与信息自动化研究所等。
现任院长：方勇纯